# Donkere wegslak
De donkere wegslak (Arion distinctus) is een slakkensoort uit de familie van de wegslakken (Arionidae). De wetenschappelijke naam van de soort werd in 1868 voor het eerst geldig gepubliceerd door Jules François Mabille.

## Beschrijving
De donkere wegslak is uitgerekt ongeveer 3 tot 5 cm lang. Wanneer uitgerekt, neemt het mantelschild ongeveer een kwart van de totale lichaamslengte in beslag. De rug is geel tot bruingrijs gekleurd door fijn verdeelde gele pigmentstippen. Gescheiden door een lichte verticale streep, is er aan elke kant nog een donkere streep (zijband). Op het mantelschild is het streeppatroon identiek, maar verschoven ten opzichte van de strepen op de voet. De donkere zijstreep omsluit het ademopening, die aan de rechterzijde zit, vóór het midden van het schild. De eerste rij rimpels is licht gekleurd direct aan de rand van de zool. De zool zelf is lichtgeel gekleurd. De kop en antennes zijn blauwgrijs tot zwart.

## Verspreiding en leefgebied
Deze soort komt voor in een verscheidenheid aan vochtige leefgebieden, waaronder tuinen, velden, parken, braakliggende terreinen en bossen, maar kan afwezig zijn in ruige hooggelegen gebieden.  Het is wijdverbreid in West- en Midden-Europa. In het zuidoosten komt het tot in Bulgarije voor. In Zwitserland komt hij voor tot 2000 meter hoogte. In het noordoosten is de soort tot in de Baltische staten gedocumenteerd. In het noorden strekt het verspreidingsgebied zich uit tot in het zuiden van Scandinavië. Inmiddels is ze ook gedeporteerd naar Noord-Amerika.
Het wordt meestal gevonden tussen grondstrooisel of beschutting onder hout, stenen en kluiten aarde. Studies in de land- en tuinbouw hebben vaak geen onderscheid gemaakt tussen A. distinctus en A. hortensis, maar beide soorten worden beschouwd als economisch significant ongedierte.